# Chirothrips sensitivus
Chirothrips sensitivus är en insektsart som beskrevs av Andre 1939. Chirothrips sensitivus ingår i släktet Chirothrips och familjen smaltripsar. Inga underarter finns listade i Catalogue of Life.